# Раславка
Раславка (укр. Раславка) — село в Лопушненской сельской общине Кременецкого района Тернопольской области Украины.
Код КОАТУУ — 6123484405. Население по переписи 2001 года составляло 439 человек.

## Географическое положение
Село Раславка находится в 1-м км от левого берега реки Иква,
примыкает к селу Крутнев.

## История
- 1710 год — дата основания.

## Объекты социальной сферы
- Школа I—II ст.
- Клуб.
- Фельдшерско-акушерский пункт.